# Haloxylon schmittianum
Haloxylon schmittianum är en amarantväxtart som beskrevs av Auguste Nicolas Pomel. Haloxylon schmittianum ingår i släktet Haloxylon och familjen amarantväxter. Inga underarter finns listade i Catalogue of Life.